# Notiphila rufitarsis
Notiphila rufitarsis är en tvåvingeart som beskrevs av Macquart 1851. Notiphila rufitarsis ingår i släktet Notiphila och familjen vattenflugor.
Artens utbredningsområde är Egypten. Inga underarter finns listade i Catalogue of Life.